# Етово (Арканзас)
Етово (енгл. Etowah) град је у америчкој савезној држави Арканзас.

## Демографија
По попису из 2010. године број становника је 351, што је 15 (-4,1%) становника мање него 2000. године.
| Група             | 2000.       | 2010.       |
| Белци             | 346 (94,5%) | 314 (89,5%) |
| Афроамериканци    | 5 (1,4%)    | 4 (1,1%)    |
| Азијати           | 0 (0,0%)    | 1 (0,3%)    |
| Хиспаноамериканци | 3 (0,8%)    | 25 (7,1%)   |
| Укупно            | 366         | 351         |